# خانه عبائیان
خانه آقای عبائیان مربوط به سدهٔ ۱۳ ه‍.ق است و در اصفهان، خیابان عبدالرزاق، کوچه حاج محمدحسن تختی واقع شده و این اثر در تاریخ ۱۸ آذر ۱۳۵۴ با شمارهٔ ثبت ۱۱۵۵ به‌عنوان یکی از آثار ملی ایران به ثبت رسیده‌است.